# Данієле Массаро
Данієле Массаро (італ. Daniele Massaro, * 23 травня 1961, Монца) — колишній італійський футболіст, півзахисник, нападник.
Насамперед відомий виступами за клуби «Фіорентина» та «Мілан», а також національну збірну Італії.
Чотириразовий чемпіон Італії. Триразовий володар Суперкубка Італії з футболу. Дворазовий переможець Ліги чемпіонів УЄФА. Дворазовий володар Міжконтинентального кубка. У складі збірної — чемпіон світу.

## Клубна кар'єра
У дорослому футболі дебютував 1978 року виступами за команду клубу «Монца», в якій провів три сезони, взявши участь у 60 матчах чемпіонату.
Своєю грою за цю команду привернув увагу представників тренерського штабу клубу «Фіорентина», до складу якого приєднався 1981 року. Відіграв за «фіалок» наступні п'ять сезонів своєї ігрової кар'єри. Більшість часу, проведеного у складі «Фіорентини», був основним гравцем команди.
Згодом з 1986 по 1989 рік грав у складі команд клубів «Мілан» та «Рома». Протягом цих років виборов титул чемпіона Італії, ставав володарем Міжконтинентального кубка.
1989 року повернувся до клубу «Мілан». Цього разу провів у складі його команди шість сезонів. Граючи у складі «Мілана» також здебільшого виходив на поле в основному складі команди. За цей час додав до переліку своїх трофеїв ще три титули чемпіона Італії, ставав володарем Суперкубка Італії з футболу (також тричі), переможцем Ліги чемпіонів УЄФА (двічі), володарем Міжконтинентального кубка.
Завершив професійну ігрову кар'єру в японському клубі «Сімідзу С-Палс», за команду якого виступав протягом 1995–1996 років.

## Виступи за збірну
1982 року уперше вийшов на поле в офіційних матчах у складі національної збірної Італії. Протягом кар'єри у національній команді, яка тривала 13 років, провів у формі головної команди країни лише 15 матчів, забивши 1 гол. У складі збірної був учасником чемпіонату світу 1982 року в Іспанії, здобувши того року титул чемпіона світу, чемпіонату світу 1994 року у США, де разом з командою здобув «срібло».

## Титули і досягнення
- Чемпіон Італії (4):

«Мілан»: 1987–88, 1991–92, 1992–93, 1993–94
- Володар Суперкубка Італії з футболу (3):

«Мілан»: 1988, 1992, 1993, 1994
- Переможець Ліги чемпіонів УЄФА (2):

«Мілан»: 1989–90, 1993-94
- Володар Суперкубка Європи (3):

«Мілан»:  1989, 1990, 1994
- Володар Міжконтинентального кубка (2):

«Мілан»: 1989, 1990
- Чемпіон світу: 1982
- Віце-чемпіон світу: 1994